# Runaway Brides
Runaway Brides è il secondo album della band Brides of Destruction; è stato pubblicato nel 2005.
L'album presenta cambi di genere musicale rispetto al lavoro precedente, presentandosi quindi nuovo anche nello stile. Nikki Sixx non partecipò alla registrazione in studio, ma comunque scrisse assieme agli altri membri alcune delle canzoni. la traccia Aunt Biente funge da introduzione dell'album. È suonata con una tastiera, e alla fine della traccia si sente un rumore di sbattere di zoccoli, che proseguirà nella traccia Lord of the Mind

## Tracce
1. Aunt Biente
2. Lord of the Mind
3. Dead Man's Ruin
4. Criminal
5. This Time Around
6. White Trash
7. Brothers
8. Never Say Never
9. Blown Away
10. Porcelain Queen
11. White Horse
12. Tunnel of Love
13. Dimes in Heaven

## Formazione
- London LeGrand - voce
- Tracii Guns - chitarra
- Scott Sorry - basso
- Scot Coogan - batteria